# 5840 Raybrown
5840 Raybrown è un asteroide della fascia principale. Scoperto nel 1978, presenta un'orbita caratterizzata da un semiasse maggiore pari a 2,7475595 UA e da un'eccentricità di 0,1049669, inclinata di 3,35658° rispetto all'eclittica.